# Lubka Kolessa
Lubka Kolessa, född 19 maj 1902 i Lemberg i Österrike-Ungern, död 15 augusti 1997 i Toronto i Kanada, var en kanadensisk pianist.
Lubka Kolessas familj flyttade till Wien när hon var fyra år gammal. Där studerade hon för lärare som ingick i den wienska musikaliska traditionen, bland annat för Emil von Sauer. Hon företog vidsträckta turnéer, även till Sverige. Hennes släkt var av ukrainsk etnicitet och hon turnerade också i sovjetrepubliken Ukraina. Hon var känd för sina utsökta tolkningar av romantikens pianoverk. 
År 1939 gifte hon sig med den brittiske diplomaten Tracy Philipps. Makarna bosatte sig året därpå i Kanada och hon blev naturaliserad kanadensisk medborgare.